# Werner Kullack
Werner Kullack (* 12. Dezember 1950 in Königswinter) ist ein Generalmajor außer Dienst des Heeres der Bundeswehr, zuletzt von 2010 bis 2012 stellvertretender Kommandierender General des 1. Deutsch-Niederländisches Korps.

## Militärische Laufbahn

### Ausbildung und erste Verwendungen
Kullack trat 1970 beim Pionierbataillon 10 in Ingolstadt in die Bundeswehr ein. Nach der Offizierausbildung u. a. an der Heeresoffizierschule I in Hannover war er Zugführer beim leichten Pionierbataillon 14 in Köln-Longerich und bei der Panzerpionierkompanie 30 in Dedelstorf. Von 1974 bis 1977 studierte er Bauingenieurwesen an der Universität der Bundeswehr München. Es folgten Verwendungen als Zugführer in der Panzerpionierkompanie 140 in Koblenz und als S3-Offizier beim Pionierbataillon 5 in Lahnstein. Von 1979 bis 1982 war Kullack Kompaniechef der 2. Kompanie/Pionierbataillon 5.

### Dienst als Stabsoffizier
In Hamburg an der Führungsakademie der Bundeswehr absolvierte Kullack von 1982 bis 1984 den xx. Generalstabslehrgang HEer und wurde anschließend von 1984 bis 1986 als G2 bei der 2. Panzergrenadierdivision in Kassel sowie als G3-Stabsoffizier bei SHAPE in Mons, Belgien, eingesetzt. 1989 kehrte er zum Pionierbataillon 5 zurück und wurde dessen Kommandeur. Es folgte eine Verwendung im Bundesministerium der Verteidigung, im Führungsstab des Heeres I 7 und im Führungsstab der Streitkräfte I 4. 1993 wurde Kullack G1 im III. Korps und beim Heeresführungskommando in Koblenz, war danach Referatsleiter im Führungsstab des Heeres (1994–1998) und nahm anschließend an der US-Generalstabsausbildung in Fort Leavenworth teil.

### Dienst im Generalsrang
1999 wurde Kullack Kommandeur der Panzerbrigade 36 in Veitshöchheim. Danach übernahm er 2001 den Dienstposten des Kommandeurs der Pionierschule und Fachschule des Heeres für Bautechnik und wurde damit General der Pioniertruppe. Ab 2006 war Kullack Stabsabteilungsleiter I im Führungsstab des Heeres und zuletzt vom 1. Juli 2010 bis zum 13. Dezember 2012 stellvertretender Kommandierender General des 1. Deutsch-Niederländisches Korps in Münster.

### Einsätze
- SFOR: Chef des Stabes beim SFOR-Hauptquartier in Sarajevo

## Privates
Kullack ist verheiratet. Seine Freizeitaktivitäten umfassen Sport, zeitgenössische Geschichte und Politikwissenschaft.